# Obština Gabrovo
Obština Gabrovo (bulharsky Община Габрово) je bulharská jednotka územní samosprávy v Gabrovské oblasti. Leží ve středním Bulharsku v Předbalkánu a na severních svazích Staré planiny. Sídlem obštiny je město Gabrovo, kromě něj zahrnuje obština 133 vesnic. Žije zde přibližně 68 tisíc stálých obyvatel.

## Sídla
| - Angelov - Armenite - Baevci - Balanite - Balinovci - Bankovci - Bekriite - Belomăžite - Bjalkovo - Bobevci - Bogdančovci - Bojčeta - Bojnovci - Boltata - Boriki - Borskoto - Boženci - Brănecite - Cvjatkovci - Čarkovo - Čavei - Černevci - Červena Lokva - Čitakovci - Čukilite - Debel Ďal - Diveci - Donino - Dragančetata - Draganovci - Dragievci - Dragomani - Dumnici - Džumriite - Ezeroto - Fărgovci - Gabrovo (sídlo správy) - Gajkini - Gajtanite - Garvan - Găbene - Genčovci - Genovci - Gergini - Gledaci | - Gornova Mogila - Grablevci - Charačerite - Iglikika - Ivanili - Ivankovci - Iztočnik - Jankovci - Jasenite - Javorec - Kalčovci - Kamešica - Karali - Kievci - Kmetčeta - Kmetovci - Kozi Rog - Kolišovci - Kopčeliite - Kostadinite - Kostenkovci - Lesičarka - Loza - Malini - Maluša - Mečkovica - Meždeni - Mičkovci - Michajlovci - Milkovci - Morovecite - Mrachori - Muzga - Nikolčovci - Novakovci - Ovoštarci - Orlovci - Parčovci - Părtevci - Pecovci - Pejovci - Penkovci - Petrovci - Popari - Popovci | - Potok - Prachali - Prodanovci - Račevci - Rachovci - Rajnovci - Redeškovci - Rjazkovci - Rujčovci - Săbotkovci - Seďankovci - Sejkovci - Semerdžiite - Smilovci - Solari - Spanci - Spasovci - Starilkovci - Stefanovo - Stoevci - Stojčovci - Stojkovci - Stomanecite - Svinarski Dol - Šarani - Šipčenite - Todorčeta - Todorovci - Torbalăžite - Trapeskovci - Trănito - Uzunite - Velkovci - Vetrovo - Vlachovci - Vlajčovci - Vrabcite - Vranilovci - Vălkov Dol - Zdravkovec - Zeleno Dărvo - Zlatevci - Živko - Žălteš |

## Sousední obštiny
| Růžice kompasu | Sevlievo        |       | Drjanovo | Růžice kompasu |
| Růžice kompasu |                 | Sever | Trjavna  | Růžice kompasu |
| Růžice kompasu | Obština Gabrovo |       | Trjavna  | Růžice kompasu |
| Růžice kompasu | Jih             |       | Trjavna  | Růžice kompasu |
| Růžice kompasu | Kazanlăk        |       |          | Růžice kompasu |

## Obyvatelstvo
V obštině žije 59 501 obyvatel a je zde trvale hlášeno 64 807 obyvatel. Podle sčítání 7. září 2021 bylo národnostní složení následující:
- Bulhaři: 49 887 (98.6 %)
- Turci: 320 (0.6 %)
- Romové: 157 (0.3 %)
- ostatní: 256 (0.5 %)

V období 2011 až 2021 v obštině ubylo 13 387 obyvatel.